# Championnat de France féminin de football (FSFSF)
Pour les articles homonymes, voir Championnat de France de football (homonymie).
Le championnat de France féminin de football FSFSF est un championnat organisé par la Fédération des sociétés féminines sportives de France (FSFSF) entre 1919 et 1932. Les championnats de France 1919 et 1920 se limitent seulement aux équipes parisiennes.

## Histoire
Le tout premier match du championnat de France féminin s'est déroulé le matin du 23 mars 1919 au stade Brancion de Paris entre Fémina Sport et l'En Avant. Fémina Sport l'aurait emporté par 2-0,, le score de 3-1 étant aussi évoqué ; le match retour se solde par un match nul et vierge, sacrant le Fémina Sport champion de France.
Les deux premières éditions du championnat ne concernent que des équipes parisiennes. Ces dernières font des matches amicaux à travers le pays et poussent à la création d'équipes en province. Le championnat s'ouvre à ces clubs provinciaux pour la troisième édition, en 1921. L'En Avant est sacré champion de Paris au printemps 1921 avec cinq victoires et un nul devant le Fémina Sport (4 victoires, 1 nul et 1 défaite), Les Sportives (2 victoires et 4 défaites) et La Ruche (6 défaites). Le 17 avril 1921, les championnes de Paris affrontent en finale nationale les Sportives de Reims. Les Parisiennes s'imposent 3-0 et remportent le challenge Raoul Baudet mis en jeu.
Seize équipes s'engagent en championnat de France pour la saison 1921-1922. Les Sportives remportent le titre parisien et rencontrent le 12 mars 1922 à Reims les Sportives de Reims en finale nationale. Les Parisiennes s'imposent 2-0.
À partir de la saison 1926-1927, la Coupe de France est décernée automatiquement au vainqueur du Championnat de France afin de « terminer la saison de football de bonne heure ».
En mai 1933, le football est officiellement radié des sports organisés par la FSFSF. La Ligue de Paris de Football féminin, créée en 1933, prend la relève et le 26 novembre 1933 organise un championnat de Paris féminin à dix clubs. Cette compétition dure jusqu'en 1937.

## Palmarès
| Saison    | Champion           | Vice-champion        | Notes   |
| --------- | ------------------ | -------------------- | ------- |
| 1918-1919 | Fémina Sport       | En Avant             | [ n 1 ] |
| 1919-1920 | En Avant           | Fémina Sport         | [ n 1 ] |
| 1920-1921 | En Avant           | Sportives de Reims   |         |
| 1921-1922 | Sportives de Paris | Sportives de Reims   |         |
| 1922-1923 | Fémina Sport       | Sportives de Reims   | [ 10 ]  |
| 1923-1924 | Fémina Sport       | La Clodoaldienne     |         |
| 1924-1925 | Olympique          | Nova Fémina          | ,       |
| 1925-1926 | Fémina Sport       | Cadettes de Gascogne | [ 13 ]  |
| 1926-1927 | Fémina Sport       | Cadettes de Gascogne | ,       |
| 1927-1928 | Fémina Sport       | Dunlop Sports        | ,       |
| 1928-1929 | Fémina Sport       | Dunlop Sports        | ,       |
| 1929-1930 | Fémina Sport       | CASG Marseille       | ,       |
| 1930-1931 | Fémina Sport       | Cadettes de Gascogne | ,       |
| 1931-1932 | Fémina Sport       | Dunlop Sports        | [ 22 ]  |

1. 1 2  Le Championnat de France se limite seulement aux équipes parisiennes.
2. 1 2 3 4 5  La Coupe La Française et le Championnat de France ne font qu'un cette saison d'après les sources de l'époque.

## Statistiques
Quatre équipes obtiennent le titre de championne de France. Le club du Fémina Sport Paris remporte 10 des 14 éditions du championnat.